# Municipio de Bancroft (Nebraska)
El municipio de Bancroft (en inglés: Bancroft Township) es un municipio ubicado en el condado de Cuming en el estado estadounidense de Nebraska. En el año 2010 tenía una población de 668 habitantes y una densidad poblacional de 7,2 personas por km².

## Geografía
El municipio de Bancroft se encuentra ubicado en las coordenadas 42°3′30″N 96°37′6″O / 42.05833, -96.61833. Según la Oficina del Censo de los Estados Unidos, el municipio tiene una superficie total de 92.81 km², de la cual 92,22 km² corresponden a tierra firme y (0,64 %) 0,59 km² es agua.

## Demografía
Según el censo de 2010, había 668 personas residiendo en el municipio de Bancroft. La densidad de población era de 7,2 hab./km². De los 668 habitantes, el municipio de Bancroft estaba compuesto por el 94,76 % blancos, el 1,35 % eran amerindios, el 0,15 % eran asiáticos, el 1,8 % eran de otras razas y el 1,95 % eran de una mezcla de razas. Del total de la población el 1,8 % eran hispanos o latinos de cualquier raza.